# Uebelmannia buiningii
Uebelmannia buiningii ist eine Pflanzenart aus der Gattung Uebelmannia in der Familie der Kakteengewächse (Cactaceae). Das Artepitheton buiningii ehrt den niederländischen Kakteenliebhaber und Spezialisten für brasilianische Kakteen Albert Frederik Hendrik Buining.

## Beschreibung
Uebelmannia buiningii wächst mit grünlich bis rötlich braunen, kugelförmigen bis kurz zylindrischen Körpern, die Durchmesser von bis zu 8 Zentimetern erreichen. Die Epidermis ist durch Wachsauflagerungen rau. Die 18 geraden Rippen haben einen Abstand von 15 Millimetern. Sie sind in etwa 5 Millimeter voneinander entfernte abwärts gerichtete Höcker gegliedert. Die darauf befindlichen Areolen sind nur mit wenig Wolle bedeckt. Die 4 Mitteldornen stehen über Kreuz. Die 2 bis 4 geraden Randdornen sind bis zu 5 Millimeter lang und kürzer als die Mitteldornen.
Die gelben Blüten sind bis zu 2,7 Zentimeter lang und erreichen Durchmesser von 2 Zentimetern. Die eiförmigen Früchte sind gelb und weisen Durchmesser von bis zu 4 Millimetern auf.

## Systematik, Verbreitung und Gefährdung
Uebelmannia buiningii ist im brasilianischen Bundesstaat Minas Gerais in der Serra Negra verbreitet und wächst auf Quarzgrus.
Die Erstbeschreibung erfolgte 1968 durch John Donald Donald.
Uebelmannia buiningii wird in Anhang I des Washingtoner Artenschutz-Übereinkommen geführt. In der Roten Liste gefährdeter Arten der IUCN wird sie als „Critically Endangered (CR)“, d. h. vom Aussterben bedroht eingestuft.

## Nachweise